# Akrides
De Velser Basketballclub Akrides, kortweg Akrides, is een basketbalclub uit IJmuiden. Akrides is op 5 oktober 1961 opgericht door Joop Roosenstein.
In 1987 promoveerde het eerste herenteam onder de naam ESTS Akrides tot de Eredivisie, waar het twee seizoenen bleef. In 1990 speelde Akrides wederom in de Eredivisie, toen onder de naam Bestmade Akrides en komend uit Haarlem. Na drie jaar werd het team weer terugverplaatst naar IJmuiden. Na het seizoen 1996/1997 degradeerde Akrides weer.
Hoogtepunten in de geschiedenis van Akrides zijn het winnen van de NBB-Beker in 1990 en in 1991.

## Erelijst
| Competitie      | Winnaar | Winnaar                      | Runner-up | Runner-up        |
| Competitie      | Aantal  | Jaren                        | Aantal    | Jaren            |
| --------------- | ------- | ---------------------------- | --------- | ---------------- |
| Nationaal       |         |                              |           |                  |
| NBB-Beker       | 2×      | 1990, 1991                   |           |                  |
| Promotiedivisie | 5×      | 1987, 1990, 1993, 1999, 2000 | 1×        | 2001             |
| Eerste divisie  | 4×      | 1986, 1992, 2014, 2017       | 3×        | 1984, 1985, 2015 |

## Namen
- 1961 - 1987 : Akrides
- 1987 - 1990 : ESTS Akrides
- 1990 - 1992 : Bestmade Akrides
- 1992 - 1994 : Akrides
- 1994 - 1997 : Big Boss Akrides
- 1997 - nu : Akrides

## Eindklasseringen
- 2012 11e
Promotiedivisie
- 2013 6e
Eerste divisie
- 2014
- 2015
- 2016
- 2017
- 2018 8e
Promotiedivisie
- 2019 9e
Eerste divisie
- 2020 2e
Eerste divisie
- 2021 4e
Eerste divisie
- 2022 5e
Eerste divisie

- Promotiedivisie
- Eerste divisie